# Oricum

Oricum ou Orikos est le nom d'une cité portuaire antique d'Illyrie située au sud de Vlorë, au fond de la baie de Valona, en Albanie.
La cité, dont les fondations les plus anciennes attestées remontent au VIe siècle av. J.-C., était érigée sur un promontoire qui donnait sur la mer, à une distance de 42 kilomètres d'Apollonie, la cité la plus puissante de la région à l'époque. 

Épire l'Antiquité

La cité, permettant de verrouiller la mer Adriatique, et proche du rivage italien, a rapidement constitué un enjeu militaire. Ainsi, Philippe V de Macédoine s'empara de la ville, alors alliée de Rome, lors de la première guerre macédonienne en (-214). En janvier de l'année -48, Jules César assiégea la ville qui permettait d'approvisionner l'armée de Pompée, avant la bataille de Dyrrachium (48 av. J.-C.).
Byzance installa un petit port militaire, appelé Jéricho, sur le site de l'antique cité. Ce port fut renforcé sous la domination ottomane et renommé Pacha Liman (Port du Pacha) et servit de point d'appui lors d'incursions ottomanes dans les Pouilles (et l'occupation ottomane de Brindisi en 1480. La base fut ensuite un poste avancé sur la Méditerranée pour les Soviétiques, jusqu'à la rupture entre l'Albanie d'Enver Hoxha et l'URSS de Nikita Khrouchtchev en 1961 (épisode décrit par l'écrivain Ismail Kadaré dans L'Hiver de la Grande Solitude).

Le site antique a été redécouvert au XIXe siècle par des archéologues occidentaux et visité par l'archéologue italien Luigi Maria Ugolini, alors en campagne de fouille à Buthrote. Un théâtre antique, d'une capacité de 400 personnes fut exhumé en 1958.

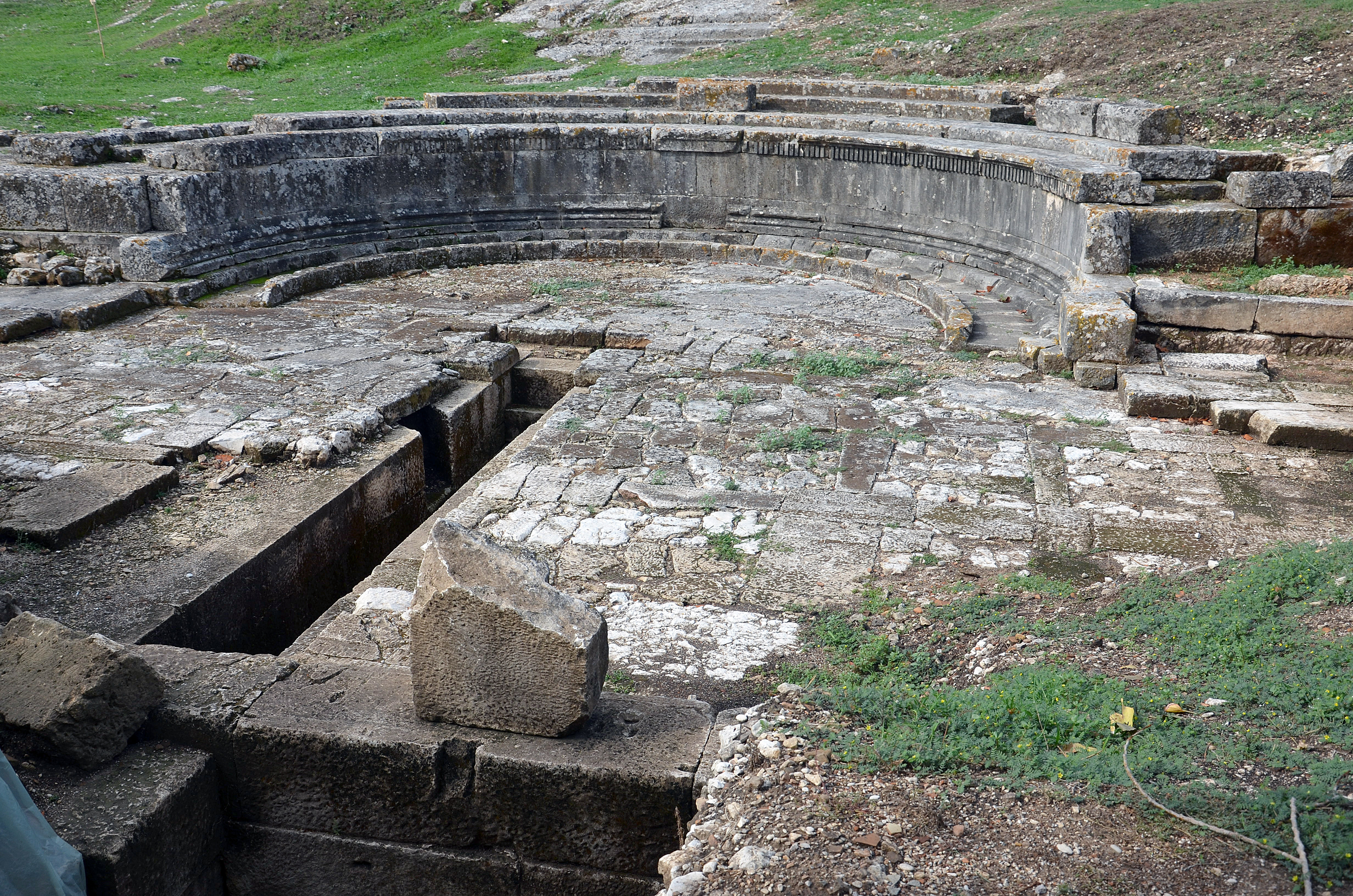
Oricum : fontaine monumentale
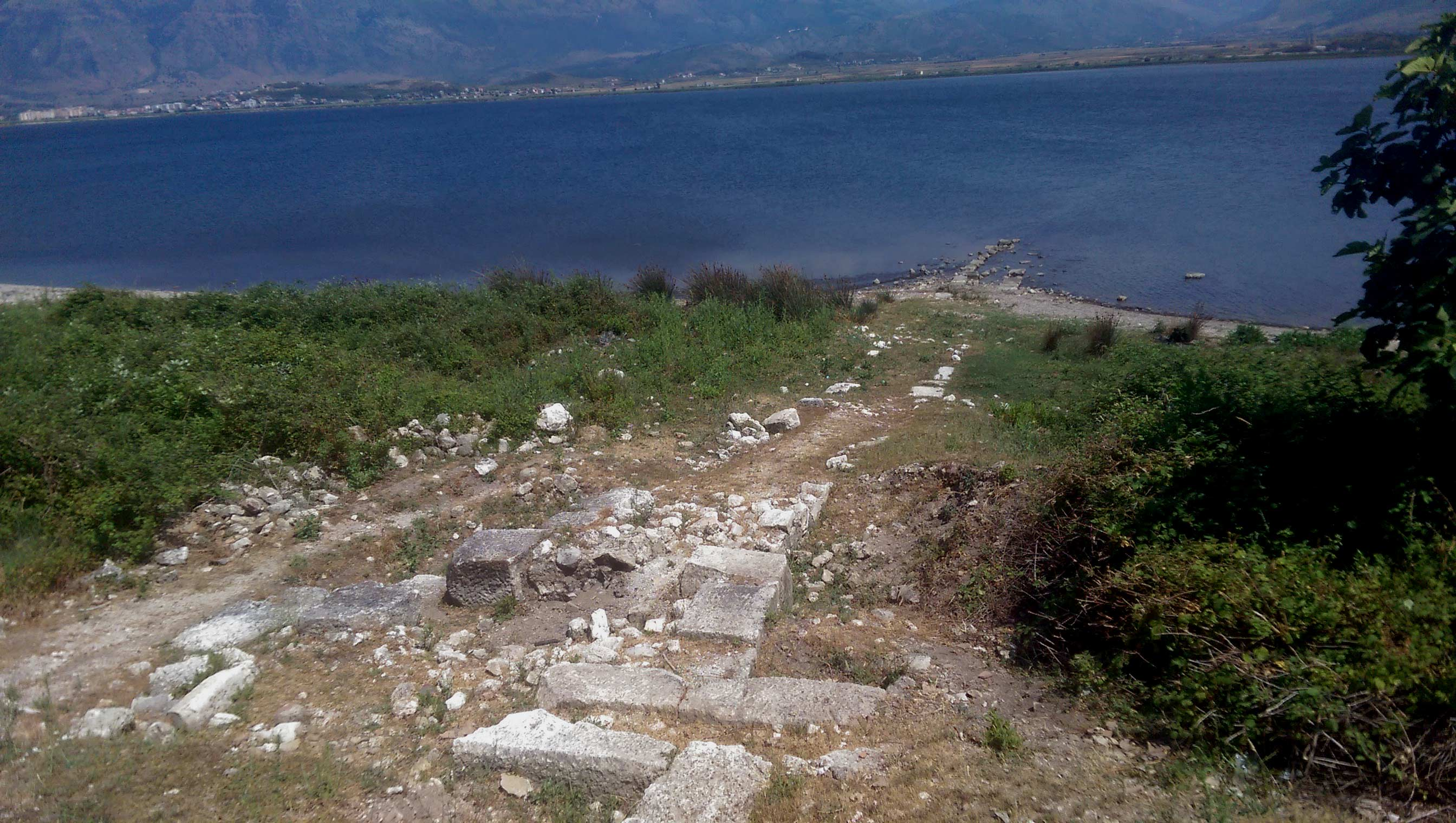
Oricum : murs du port.
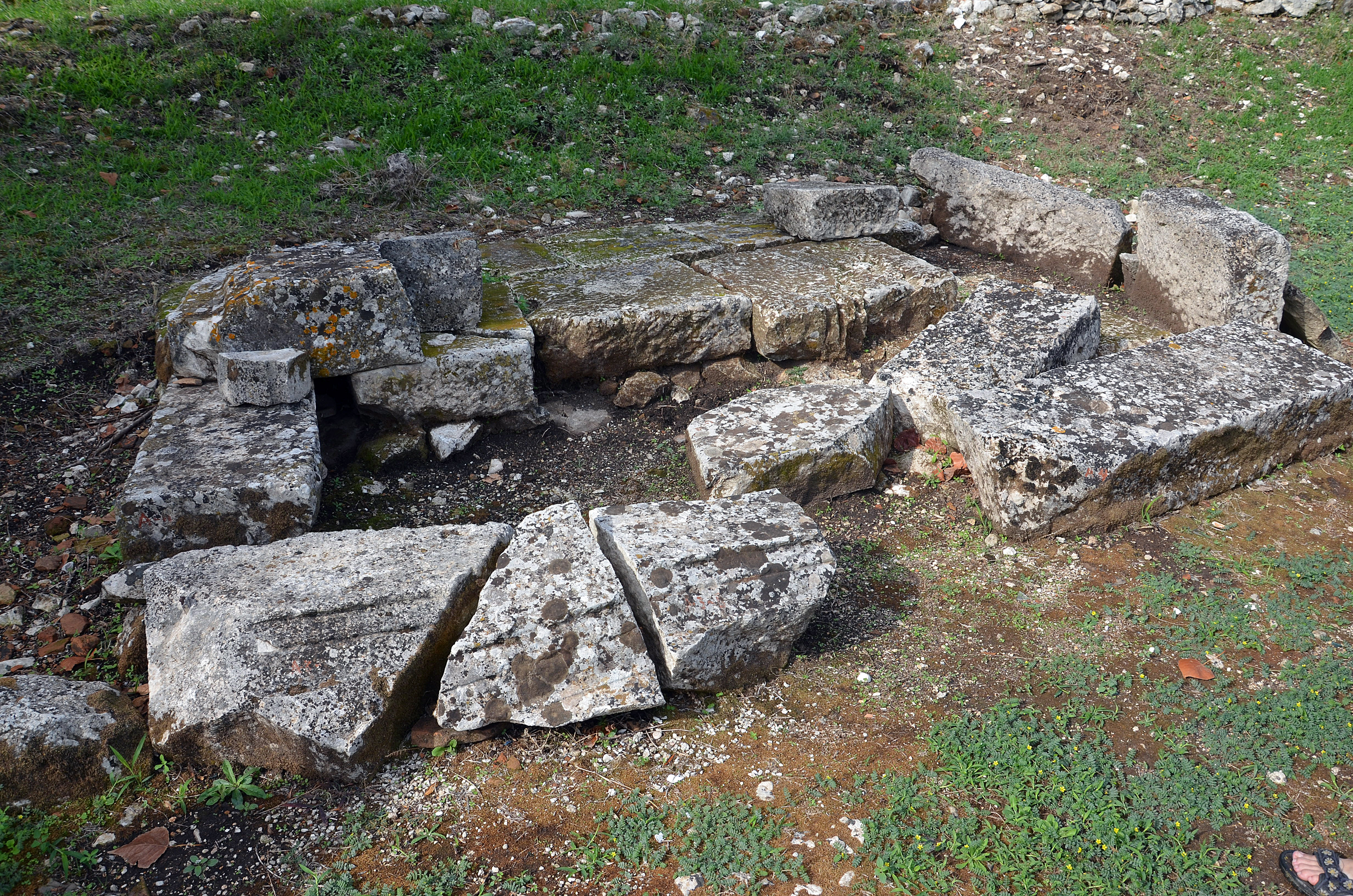
Oricum : autel de Dionysos